# Potok Przemysłowy
Potok Przemysłowy je potok ve městě Gdyně v Pomořském vojvodství, v Polsku, který patří do povodí řeky Kacza a úmoří Baltského moře.

## Popis toku
Potok Przemysłowy pramení v mokřadech přírodní rezervace Jezioro Kackie na hranici jižní části Trojměstského krajinného parku (Trójmiejski Park Krajobrazowy) jihovýchodně od kopce Lisia Góra v gdyňské čtvrti Wielki Kack. Potok nejprve teče podél železniční trati severovýchodním směrem a pod sídlištěm Sopocka Brama se dostává do obydlených oblastí Wielki Kack a  Mały Kack, míjí nádraží Gdynia Karwiny a podtéká silnici (ulice Wielkopolska). Následně se potok stáčí k severu, opouští obydlené oblasti a vstupuje do severní části Trojměstského krajinného parku, kde tvoří jeho hranici. Pak opouští Trojměstský krajinný park, protéká mezi obytnou zónou a vodojemem a vlévá se zprava do řeky Kacza. Část koryta potoka je regulovaná.

## Další informace
Podél části toku vedou turistické stezky a cyklostezka.